# Bothriomyrmex communistus
Bothriomyrmex communistus är en myrart som beskrevs av Santschi 1919. Bothriomyrmex communistus ingår i släktet Bothriomyrmex och familjen myror. Inga underarter finns listade.